# 현모양처 (영화)
현모양처(Potiche)는 프랑스에서 제작된 프랑소와 오종 감독의 2010년 코미디 영화이다. 제라르 드빠르디유 등이 주연으로 출연하였고 에릭 엘트메이어 등이 제작에 참여하였다.

## 출연

### 주연
- 제라르 드빠르디유
- 까뜨린느 드뇌브
- 파브리스 루치니

### 조연
- 제레미 레니에
- 주디스 고드레쉬
- 카린 비아르
- 에블린 당드리

## 제작진
- 각색: 프랑소와 오종
- 원작자: 피에르 발리레
- 원작자: 장-피에르 그레디
- 공동제작: 제네비에브 리말
- 음향효과: 베누아 가곤
- 미술: 카샤 비스콥
- 의상: 파스칼린 샤반느